# Ma (Fluss)
Die Ma (Vie: Sông Mã) (Lao: Nam Ma) ist ein 512 km langer Fluss in Vietnam und Laos. 
Er entspringt im Nordwesten Vietnams, überquert dann die Grenze zu Laos, um später wieder die Grenze nach Vietnam zu überqueren und dort im Golf von Tonkin ins Südchinesische Meer zu münden. 

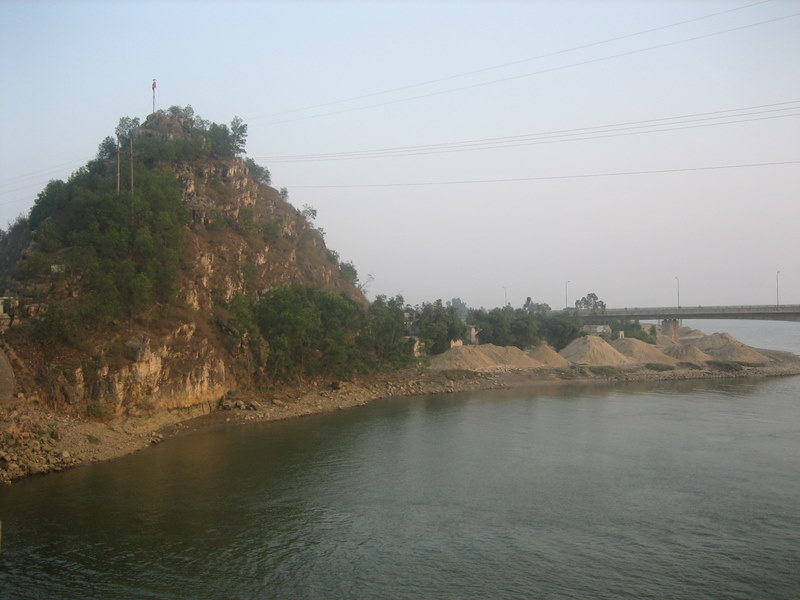
Die Mã bei Thanh Hóa, Vietnam

Seine größten Zuflüsse sind der Chu (Vie: Sông Chu) (Lao: Nậm Sam), der Bưởi und der Cầu Chày, die alle in der Provinz Thanh Hóa in die Ma münden. 
Von seinen 512 km verlaufen 410 km in Vietnam und 102 km in Laos. Er hat ein Einzugsgebiet von 28.400 km² und einen mittleren Abfluss von 52,6 m³/s. Die Ma hat das drittgrößte Delta von Vietnam.
Der Fluss bildet die Grenze zwischen den historischen Regionen und früheren französischen Protektoraten Tonkin im Norden und Annam im Süden.